# Nobile (titolo)
Nobile (abbreviato con Nob. o con N.H. per gli uomini e N.D. per le donne) è uno specifico titolo nobiliare italiano.

## Storia
Con la normativa successiva alla proclamazione del Regno d'Italia, che ha coordinato gli ordinamenti araldici vigenti negli stati preunitari, il titolo di "nobile" o "nobiluomo" (abbreviato comunemente N.H. o N.U.) viene riconosciuto come titolo autonomo quale grado che nella gerarchia nobiliare precede quello di Cavaliere ereditario e segue quello di Barone. Il titolo risulta quindi ammessibile dalla consulta (articolo 8 del regolamento della Consulta araldica italiana, approvato con regio decreto dell'8 maggio 1870).
Il titolo di nobile spetta inoltre ai figli non primogeniti dei nobili aventi titoli trasmissibili solo per ordine di primogenitura. In questo caso il figlio non primogenito avrà diritto al titolo di "nobile dei..." seguito dal titolo spettante al primogenito. Questa norma costituì una vera innovazione allorché venne stabilita dal citato regolamento all'art. 20. Precedentemente l'uso prevedeva generalmente per il figlio primogenito, vivente il padre, lo stesso titolo paterno, e per gli altri figli il titolo di cavaliere ereditario. Alcune famiglie, dotate di più titoli nobiliari e feudali, usavano distinguere il figlio dal padre col titolo di un altro feudo.
In araldica nell'arma di nobile (propriamente detto) l'elmo è d'argento non arabescato, bordato d'oro; la corona è cimata da 8 perle (di cui 5 visibili); è tollerata la corona con le perle sorrette da altrettante punte.